# ولادیمیر زدنیک
 ولادیمیر زدنیک (انگلیسی: Vladimír Zedník؛ زادهٔ ۱ فوریهٔ ۱۹۴۷) یک تنیس‌باز اهل جمهوری چک است.